# Nordvästra indiankriget
Nordvästra indiankriget (engelska: Northwest Indian War) var en konflikt mellan 1785 och 1795 mellan indianer och amerikaner. Det var ett led i den amerikanska koloniseringen av Ohio, Michigan, Indiana och Illinois.

## Etnisk rensning
Som ett led i den amerikanska koloniseringspolitiken försökte man under 1790-talet driva indianerna söder om Stora sjöarna västerut, bort från deras ursprungliga hem. De första försöken misslyckades.

## Krigsförloppet
1790 beordrades general Josiah Harmar av president George Washington och krigsministern Henry Knox att lansera en kampanj in i det land som behärskades av shawneerna och miamierna. samma år besegrades han av miamier under Little Turtle (Michikiniqua) och Bluejacket (Weyapier-senwah) i ett slag vid Miami River i Ohio. Washington beordrade sedan general Arthur St. Clair att under sommaren 1791 genomföra en ny kampanj, vilket han inledningsvis hade bekymmer med då han hade svårt att samla tillräckligt med soldater och förråd. Han påbörjade till slut kampanjen och den 4 november slog han läger vid platsen där Fort Recovery, Ohio senare kom att ligga. Lägret var dock svagt bevakat och en förenad miami-, delaware- och shawneestyrka på 2,000 man under Little Turtle och Bluejacket slog till snabbt och kunde vinna slaget och åsamka St. Clair en förlust på 632 man och nära nog samtliga av de 200 civila i lägret.
Krigslyckan vände emellertid för indianerna, och vid Fallen Timbers i Ohio den 20 augusti 1794 besegrades de förenade stammarna ledda av shawneehövdingen Bluejacket av Förenta Staternas Legion under general Anthony Wayne och 1 600 soldater från Kentuckymilisen.

## Grenvillefördraget
Tolv stammar från Stora sjöområdet tvingades sluta fred den 3 augusti 1795 i Greenville i Ohio. Därmed tvingades indianerna avträda stora landområden i Ohio, Michigan, Indiana och Illinois. Därmed var vägen öppen för kolonisation i stor skala. Little Turtle som undertecknade Greenvilletraktaten avled den 14 juli 1812 i Fort Wayne.